# Armorial des Laval
Pour les articles homonymes, voir Laval.
Cette page présente les armoiries (figures et blasonnements) des nobles issus de la famille de Laval.

## Branche de Montmorency-Laval
| Figure | Nom du prince et blasonnement |
|        | Guy VII de Laval, seigneur de Laval et seigneur d'Aquigny et seigneur d'Herouville et seigneur d'Attichy, mort en 1267. D'or à la croix de gueules cantonnée de seize alérions d'azur ordonnés 2 et 2 et chargée de cinq coquilles d'argent. |
|        | Guy de Laval (+1338), fils de Guy VIII de Laval, évêque de Quimper et évêque du Mans. Ecartelé au I d'azur à trois fleurs de lys d'or, au II et III d'or à la croix de gueules cantonnée de seize alérions d'azur ordonnés 2 et 2 et chargée de cinq coquilles d'argent, au IV d'azur à trois fleurs de lys d'or chargé d'un bande camponnée de gueules et d'argent, sur le tout de gueules au lion d'argent. |
|        | Guy XII (1348-1412), seigneur de Laval, seigneur de Vitré, comte de Caserte, seigneur d'Aquigny, seigneur de Herouville, seigneur de Villemomble, gouverneur de Bretagne. Il est le fils de Guy X de Laval et de Béatrix de Bretagne. Il se marie en 1348 avec Louise de Châteaubriant (sans postérité), puis le 28 mai 1384 avec Jeanne de Laval-Tinténiac, dame de Châtillon, veuve de Bertrand Du Guesclin. Ecartelé d'or à la croix de gueules cantonnée de seize alérions d'azur ordonnés 2 et 2 et chargée de cinq coquilles d'argent (Laval) et de gueules semé de fleurs de lys d'or (Châteaubriant). Lors du rôle d'armes du second traité de Guérande (1381), il écartèle ses armes avec celles de sa femme. |
|        | Guy II de Montmorency-Laval dit « Guy de Laval-Rais » († avant 1416, inhumé dans l'église abbatiale de Buzay), seigneur de Challouyau, baron de Retz. D'or, à la croix de gueules, chargée de cinq coquilles d'argent et cantonnée de seize alérions d'azur ; au franc-canton d'argent, au lion de gueules, En 1400, Jeanne Chabot « la Sage » (1331-1406), baronne de Retz et dernière héritière de la famille de Chabot de Retz, désigna Guy de Montmorency-Laval dit « Guy de Laval-Blaison » (fils de Guy de Laval dit « Brumor de Laval » et petit-fils de Foulques de Laval), et futur père de Gilles de Rais, comme seul héritier, à l'unique condition qu'il abandonnât pour lui et ses descendants le nom et les armes de Laval, pour prendre les armes et le nom de Retz (« Rais » à l'époque) : D'or à la croix de sable. |
|        | Gilles de Montmorency-Laval dit « Gilles de Rais » (1405-1440), baron de Retz et Maréchal de France, fils du précédent. D'or à la croix de sable (avant septembre 1429). En septembre 1429, le roi de France Charles VII fit grand honneur à Gilles de Rais pour les services qu'il lui avait rendus lors de la guerre de Cent Ans : il changea le blason de la baronnie de Retz en lui ajoutant une « bordure de France ». D'or à la croix de sable (qui est de Retz), à l'orle d'azur semé de fleurs de lis d'or (qui est de France) (après septembre 1429). |
|        | Louis-Joseph de Montmorency-Laval (1724-1808), Cardinal, Prince-évêque de Metz, Grand aumônier de France |

## Maison de Montfort-Laval
| Figure | Nom du prince et blasonnement |
|        | Guy XIV de Laval, François de Montfort-Laval, (1406-1486), Comte de Laval et baron de Vitré et de La Roche-Bernard, seigneur de Gâvre, d'Acquigny, de Tinténiac, de Montfort et Gaël, de Bécherel, ... Son père, Jean de Montfort, seigneur de Kergolay, s'était marié avec Anne de Montmorency-Laval, fille de Guy XII de Laval à condition que les enfants à naître de ce mariage portent les nom et armes de Laval. D'or à la croix de gueules cantonnée de seize alérions d'azur ordonnés 2 et 2 et chargée de cinq coquilles d'argent. |
|        | Armes de André de Lohéac : D'or à la croix de gueules chargée de cinq coquilles d'argent et cantonnée de seize alérions d'azur ordonnés 2 et 2 ; au lambel brochant en chef d'argent à trois pendants chargés chacun de deux mouchetures d'hermine. Cimier : un lion de gueules lampassé d'or assis dans un vol d'hermine. Tortil d'or et de gueules, lambrequins d'hermine doublés de gueules. |
|        | René Aux Epaules "de Laval" (1575-1650), Marquis de Nesle, chevalier de l'ordre du Saint-Esprit D'or à la croix de gueules cantonnée de seize alérions d'azur ordonnés 2 et 2 et chargée de quatre coquilles d'argent et d'une fleurs de lys d'or en abîme. |

### Rameau de Laval-Châtillon puis de Laval-Loué
| Figure | Nom du prince et blasonnement |
|        | André de Laval, seigneur de Châtillon, seigneur d'Aubigné et seigneur de Loué, seigneur de Montseur et seigneur d'Olivet et seigneur de Mellay et seigneur de Courbeville et seigneur de Boyere. D'or à la croix de gueules cantonnée de seize alérions d'azur ordonnés 2 et 2 et chargée de cinq coquilles d'argent, le premier canton d'azur semé fleurs de lys d'or chargé d'un lion aussi d'or. - Armes portées ensuite par : Gilles de Laval-Loué (1478-1501), seigneur de Montsabert et seigneur de La Rocheferrière et seigneur du Parvis, évêque de Sées. |
|        | Jean de Laval-Châtillon (mort en 1398), fils du précédent, seigneur de Châtillon, seigneur d'Aubigné et seigneur de Montseur et seigneur d'Olivet et seigneur de Mellay et seigneur de Courbeville et seigneur de Boyere. D'or à la croix de gueules cantonnée aux cantons 2, 3 et 4 de douze alérions d'azur ordonnés 2 et 2, le premier canton chargé d'un croix ancrée de gueules (Bauçay). |

#### Rameau de Laval-Châtillon-Loué-Saint-Aubin
| Figure | Nom du prince et blasonnement |
|        | Urbain de Laval Boisdauphin (1557-1629), marquis de Sablé et vicomte puis comte de Bresteau et seigneur de Saint-Aubin et seigneur de Coudrayes et seigneur de Boisdauphin et seigneur d'Aulnay et seigneur de Louaillé et seigneur de Saint-Mars et seigneur de La Mousse et seigneur de Rouperreux et seigneur de Saint-Georges et seigneur du Rofay et seigneur de Maugasteau, maréchal de France, mort en 1629. D'or à la croix de gueules cantonnée de seize alérions d'azur ordonnés 2 et 2 et chargée de cinq coquilles d'argent. |

## Villes
Les armes des Laval ont également été reprises en partie par les villes de :

### Canada

#### Québec
| Figure           | Nom de la ville et blasonnement                                                                                   |
| ---------------- | --- |
|                  | Laval D'argent à la croix de gueules, chargée de cinq coquilles d'or cantonnée de seize alérions d'azur           |
| Université Laval | Université Laval De gueule à la croix d'or, chargée de cinq coquilles d'azur cantonnée de seize alérions d'argent |

## Monuments
Les armes des Laval sont également visibles sur les monuments suivants:
- Église de la Sainte-Trinité de Tinténiac

### Canada

#### Québec
- Arnaud Bunel :
  - Maison de Montmorency sur heraldique-europeenne
  - Maison de Montfort-Laval sur heraldique-europeenne